# Bácsmegyei Napló
Bácsmegyei Napló szabadkai politikai (1908-tól 1909. augusztus 7-ig nem politikai) napilap 1903–1941 között. 2016-tól a legújabb folyam mint Vajdaság örökségvédelmi magazinja datálja saját magát.

## Története[1]
1903. június 14-én indult, 1907. február 10-én megszűnt, 1908. július 7-én újraindult. 1909-től megjelent este 6 órakor. Kiadók dr. Janiga János és dr. Vojnich Gyula voltak, 1905. október 22-től Kladek és Hamburger könyvnyomdája, s ennek utóda, a Hungária könyvnyomda. Az újraindulás után Fischer Ernő és Heumann Mór, utóbb dr. Fenyves Ferenc, Krausz Lajos és Kárász József, ismét Fenyves Ferenc, Kunetz Jakab, a Bácsmegyei Napló kiadóvállalat (Fenyves Lajos) és Friedmann Ignác adták ki. A nyomdai előállítást Szabados Sándor, Kladek és Hamburger, Hungária nyomda, Hirth és Duchon, Bácsmegyei Nyomdavállalat (Fenyves és Társa) végezték.
1915. május 27-étől egy ideig naponta két kiadásban jelent meg. 1918. november 20-tól december 17-ig, majd 1919. január 17-től betiltották. 1930-tól újra megjelent, utóbb Napló címmel. Utolsó száma 1941-ben, újra Bácsmegyei Napló címen jelent meg. A város magyar közigazgatása szüntette meg.

## Felelős szerkesztői[1]
- 1903. június 14. – 1903. november 17. – Dugovich Imre
- 1903. november 17. – 1903. december 15. – Vajda József
- 1903. december 15. – 1904. szeptember 22. – dr. Csillag Károly
- 1904. szeptember 22. – 1907. február 10. – Dugovich Imre
- 1908. július 7. – 1909. október 18. – dr. Fenyves Ferenc
- 1909. október 18. – 1909. október 23. – dr. Fischer Jákó
- 1909. október 23. – 1913. január 10. – dr. Fenyves Ferenc
- 1913. január 10. – 1913. május 9. – Kálnai Dezső
- 1913. május 9. – 1918. augusztus 8. – dr. Fenyves Ferenc
- 1918. augusztus 8. – 1918. december 3. – Czebe László
- 1918. december 3. – Dugovich Imre
- 1920 – Fenyves Ferenc
- 1920 – Vukov Lukács
- 1921. március 25. – 1922. május 1. – Sztipich Lázár
- 1922. május 1. – 1929. február 26. – dr. Fenyves Ferenc
- 1929. február 26. – 1930. december 15. – Bródy Mihály
- 1930. december 15. – 1935. október 19. dr. Fenyves Ferenc
- 1935. október 22 – 1941. április 12. Fenyves Lajos
- 2017 – Halbrohr Tamás (felelős kiadó)

## „Ős” Napló
1903. június 14-én indult politikai napilap, megjelent hétfő kivételével minden nap 1907. február 10-éig. 

## „Történelmi” Napló
1908-tól jelent meg a „történelmi” Bácsmegyei Napló.
1919. január 17-én betiltották, 1920. február 23-án újraindult, s a két világháború között legismertebb vajdasági magyar napilap lett.
Nyomdája az első világháború előtt a Kladek és Hamburger, majd a Bácsmegyei Napló nyomdája, végül a Minerva volt. A Minerva kiadásában jelent meg számos antológia, regény, amely abban az időben a magyar kultúra hordozója volt. A Napló több pályázatot is hirdetett, melynek nyertes írásai ilymódon könyv alakjában is megjelenhettek. 1930. március 26-ától Napló címmel jelenik meg. Irodalmi melléklete a vajdasági magyar irodalmi élet tükre lett, teret adott a helyi szerzőknek, viszont olyan neveket is meg tudott szólítani és jelentetni, mint Kosztolányi Dezső és Karinthy Frigyes. Fordításokat közölt délszláv nyelvekről is, ezzel hozta közelebb az ímmár egy országban élőket. Mellékletei ma is megállnák a helyüket: Sportnapló, Közgazdasági Magazin, Habostorta, Rádióújság.
Legnagyobb érdeme a naprakészség volt, s az, hogy kiterjed tudósítóhálózatának köszönhetően a világ bármelyik tájáról képes volt érdekes hírekkel, riportokkal szolgálni. 1941. április 12-én régi címmel, régi fejléccel került az olvasók asztalára, majd az új hatóság betiltotta. 

## Napló – szabadelvű hetilap
1990. május 7-én, Szabadkán jelent meg a Napló – szabadelvű hetilap, melynek főszerkesztője Bódis Gábor és Németh Árpád voltak. Az induló lap vezércikke hivatkozik a Fenyves Ferenc-féle, történelmi Bácsmegyei Naplóra, mintegy szellemi folytatása kíván lenni. Az utolsó szám 1997-ben jelent meg.

## Bácsmegyei Napló – új folyam[4]
A MILKO Egyesület 2016-ban alapította meg saját magazinját, mely a Bácsmegyei Napló nevet vette fel, s tudatosan egy újszerű folytatása kíván lenni a Fenyves Ferenc-féle, történelmi Bácsmegyei Naplóval. Az új folyam a Vajdaság örökségvédelmi magazinja alcímet viseli, első száma 2017-ben Szabadkán jelent meg; örökségvédelmi-, összművészeti-, kulturális és tudományos témákkal foglalkozik. Területileg a mai Vajdaság AT, a történelmi Bács-Bodrog vármegye valamint a volt jugoszláv tagköztársaságok magyarlakta értékeiről kíván hírt adni.